# Adafenoxato
Adafenoxato, com a fórmula química C20H26ClNO3, é um composto relacionado com a centrofenoxina, que tem mostrado efeitos nootrópicos e ansiolíticos nos roedores.

## Síntese
O adafenoxato pode ser preparado a partir do ácido 4-clorofenoxiacético (pCPA), convertendo-o em cloreto de ácido para formar cloreto de 4-clorofenoxiacetilo (1). Esterificação com 2-(1-adamantilamino)etanol (2) produz adafenoxato (3).

Síntese de adafenoxato

Em alternativa, a etapa final pode ser realizada através da esterificação de Fischer-Speier com recurso a um aparato de Dean-Stark.